# Obszar ochrony ścisłej Bór Mieszany
Obszar ochrony ścisłej Bór Mieszany – obszar ochrony ścisłej znajdujący się na terenie Wielkopolskiego Parku Narodowego, w gminie Mosina, przy drodze nr 430. Powierzchnia obszaru wynosi 5,79 ha.
Przedmiotem ochrony jest obszar leśny – 150-letnie sosny zwyczajne i rosnące pod ich okapem 50-letnie dęby bezszypułkowe. Tworzą one naturalny bór mieszany świeży przekształcający się stopniowo w zespół kwaśnej dąbrowy. W podszycie wyrastają w niewielkiej liczbie kruszyna pospolita i czeremcha amerykańska. Runo składa się z następujących gatunków: orlica pospolita, borówka czarna, pszeniec zwyczajny, konwalia majowa, dzwonek okrągłolistny, gruszyczka jednostronna.
W pobliżu przebiega szlak turystyczny  żółty z Puszczykowa do Puszczykówka oraz znajduje się przystanek PKS.